# Krucza Kopa (Góry Stołowe)
Krucza Kopa (721 m n.p.m.) – szczyt w Sudetach Środkowych, w Górach Stołowych.

## Fizjografia
Krucza Kopa położona jest w granitowej części Gór Stołowych. Jest to porośnięta jest lasem regla dolnego kopa, jej wschodnie zbocza stromo opadają w kierunku doliny Darnkowa.

## Turystyka
W pobliżu szczytu znajduje się rumowisko skalne i granitowe urwisko o wysokości kilkudziesięciu metrów, na którego szczycie postawiono krzyż. Ogrodzona platforma przy krzyżu stanowi punkt widokowy na Góry Stołowe (choć widok jest dość ograniczony).
Przez Kruczą Kopę przebiega  zielony szlak turystyczny z Darnkowa do Kudowy-Zdroju, u podnóża skał biegnie  szlak niebieski z Darnkowa do Dańczowa.